# Anikka Albrite
Anikka Albrite, pseudonimo di Thrace Ardith Allen (Denver, 7 agosto 1988), è un'attrice pornografica e regista statunitense.

## Biografia
Thrace Ardith Allen è nata a Denver (in Colorado) il 7 agosto 1988, ma è cresciuta in Arizona. Quando era ancora un'adolescente si è trasferita in California, dove risiede tuttora. Ha anche vissuto nel Wisconsin. Ha origini ceche, danesi, francesi e tedesche. È un ex tecnico di laboratorio e ha una doppia laurea in biologia molecolare e affari. La sua famiglia ha accettato la sua professione.
Albrite è entrata nel mondo del porno nell'ottobre 2011. Nel giugno 2015 insieme al marito Mick Blue e a Maestro Claudio ha fondato la casa di produzione BAM Visions per Evil Angel. Quello stesso anno ha fatto il suo debutto alla regia nel film Anikka's Bootycise. Sempre nel 2015 ha fatto il suo debutto come spogliarellista al Crazy Horse di San Francisco il 4 giugno.
Albrite ha anche lavorato come modella e ha fatto da comparsa in diversi programmi televisivi prima della sua carriera nel porno. Nel 2013 LA Weekly l'ha posizionata al primo posto nella lista delle dieci pornodive che potrebbero essere la prossima Jenna Jameson. È stata inserita anche nella lista delle più grandi stelle del porno secondo CNBC nel 2014, 2015 e 2016.
Nel 2015 Albrite ha interpretato il ruolo del tristo mietitore nel film dell'orrore Chimney or Pit. Nello stesso anno ha ottenuto il premio come Female Performer of the Year agli AVN, XBIZ e XRCO Awards, diventando la terza attrice insieme a Jenna Haze e Tori Black a vincere tutti e tre i premi principali nello stesso anno.
Nel 2016 insieme a Joanna Angel ha presentato gli annuali AVN Awards il 23 gennaio.

## Vita privata
Albrite è dichiaratamente bisessuale. Nel marzo 2014 ha sposato il collega Mick Blue. Ha affermato che hanno una relazione monogama nella loro vita privata. Nel 2015 hanno rispettivamente vinto l'AVN Award come interprete maschile e femminile dell'anno, rendendoli di fatto la prima coppia sposata nella storia degli AVN Awards a vincere entrambi i premi contemporaneamente.

## Filmografia parziale
- Sleeping Beauty XXX: An Axel Braun Parody, regia di Axel Braun (2014)
- Wanted, regia di Stormy Daniels (2015)

## Riconoscimenti
AVN Awards
- 2014 - Best Anal Sex Scene per Anikka 1 con Mick Blue[26]
- 2014 - Best Tease Performance per Anikka 1[27]
- 2014 - Best Three-Way Sex Scene: G/B/B per Anikka 1 con Remy LaCroix e Manuel Ferrara[28]
- 2015 - Best Double Penetration Sex Scene per Anikka 2 con Erik Everhard e Mick Blue[29]
- 2015 - Best Tease Performance per Anikka 2[30]
- 2015 - Best Three-Way Sex Scene: G/G/B per Dani Daniels Deeper con Dani Daniels e Rob Piper[31]
- 2015 - Female Performer of the Year[32]
- 2016 - Best All-Girl Group Sex Scene per Angela 2 con Alexis Texas e Angela White[33]
- 2016 - Best Three-Way Sex Scene: G/G/B per Anikka's Anal Sluts con Mick Blue e Valentina Nappi[34]

XBIZ Awards
- 2015 - Female Performer of the Year[35]
- 2015 - Best Scene - Couples-Themed Release per Untamed Heart con Tommy Gunn[36]
- 2017 - Best Scene - Feature Release per Babysitting the Baumgartners con Mick Blue e Sara Luvv[37]

XRCO Awards
- 2015 -Female Performer Of The Year[38]

NightMoves Awards
- 2013 - Best New Starlet[39]
- 2015 - Female Performer of the Year[40]

Venus Awards
- 2015 - Best Porn Couple (Jury Awards) con Mick Blue[41]